# Họ Cá mòi đường
Họ Cá mòi đường (Albulidae) là một họ cá thường được câu thể thao ở Florida, Bahamas và một số khu vực ở Nam Thái Bình Dương. Đây là một họ nhỏ, với 11 loài trong 3 chi. Hiện họ Cá mòi đường nằm trong bộ riêng: Albuliformes. Hai họ Halosauridae và Notacanthidae trước đây từng được đặt trong bộ này, nhưng nay, theo FishBase, đã chuyển sang bộ Notacanthiformes. Con cá mòi đường lớn nhất từng bắt được ở Tây Bán Cầu nặng 7,34 kg ngoài khơi Islamorada, Florida, vào ngày 19 tháng 3 năm 2007.

## Mô tả
Họ hàng gần nhất còn sinh tồn của họ Cá mòi đường là cá cháo biển và cá cháo lớn trong bộ Elopiformes. Khác với cá cháo lớn, mỏ cá mòi đường nằm dưới mỏm. Cá mòi đường có thể thở không khí nhờ vào bong bóng chuyên biệt hoá và sống ở cả vùng nước lợ. Ấu trùng cá mòi đường là leptocephalus.
Cơ thể các loài Abula màu bạc với mặt lưng ánh xanh. Ở nửa trên cơ thể có sọc tối màu. Mỏm dài, hơi chúc xuống. Vây lưng và vây đuôi màu đen. Chiều dài ở cá trưởng thành là 40–100 cm, tuỳ vào loài. Cân nặng trung bình là 1–2 kg với mẫu vật kỷ lục nặng 7,34 kg.
Các loài cá mòi đường trong chi Abula là cá nước lợ-nước mặn thường sống ở vùng cửa sông, bơi ra biển để sinh đẻ. Chúng kiếm ăn ở nơi nước nông đáy cát hay bùn, tiêu thụ sinh vật đáy chẳng hạn như giun, thân mềm, tôm, cua. Nó dùng cái mỏm hình nón kéo mồi khỏi đáy, đôi lúc người ta thấy đuôi chúng trồi lên trên mặt nước.
Hai chi Nemoossis và Pterothrissus tương tự Albula, nhưng sống ở vùng nước sâu hơn.

## Phân loại
- Bộ Albuliformes Greenwood et al. 1966 sensu Forey et al. 1996 [Albuloidea Hay; Albuloidei; Albulina Günther 1868][5][8][9]
  - Chi †Albulelops Averjanov, Nesov & Udovichenko 1993
  - Chi †Albulidarum [Otolith]
  - Chi †Albuloideorum [Otolith]
  - Chi †Brannerion Jordan 1920
  - Chi †Cyclotomodon Cope 1876
  - Chi †Phosphonatator Cavin  et al. 2000
  - Họ †Phyllodontidae Sauvage 1875 corrig. Jordan 1923 [Phyllodidae Sauvage 1875; Euphyllodontinae Dartevelle & Casier 1943/1949; Pseudophyllodontidae Dartevelle & Casier 1943/1949]
    - Chi †Ardiodus White 1931
    - Phân họ †Paralbulinae Estes 1969
      - Chi †Baugeichthys Filleul 2000
      - Chi †Casierius Estes 1969
      - Chi †Paralbula Blake 1940
      - Chi †Pseudoegertonia Dartevelle & Casier 1949 [Eodiaphyodus Arambourg 1952]

    - Phân họ †Phyllodontinae Dartevelle & Casier 1949
      - Chi †Egertonia Cocchi 1866
      - Chi †Phyllodus Agassiz 1839

  - Họ Albulidae Bleeker 1849
    - Phân họ Pterothrissinae Gill 1893
      - Chi †Chicolepis Cockerell 1919
      - Chi †Hajulia Woodward 1942
      - Chi †Istieus Agassiz 1844  [Histieus Agassiz 1846 ]
      - Chi †Pterothrissidarum Nolf & Dockery 1990 [Otolith]
      - Chi †Thrissipteroides
      - Chi Nemoossis Hidaka, Tsukamoto & Iwatsuki 2016
      - Chi Pterothrissus Hilgendorf 1877  [Bathythrissa Günther 1877 ]

    - Phân họ Albulinae Bleeker 1849 [Dixoninidi Fowler 1958; Butirinidi Rafinesque 1810]
      - Chi †Archaealbula Winkler 1878
      - Chi †Eoalbula Frizzell 1965
      - Chi †Coriops Estes 1969
      - Chi †Cycloides Winkler 1878
      - Chi †Eucoelogaster White & Moy-Thomas 1940 [Coelogaster Agassiz 1835 nomen nudum; Coelogaster Eastman 1905 non Schrank 1780 non Schoenherr 1837 non Schultze 1896; Ptericephalina Lioy 1866 ]
      - Chi †Kleinpellia David 1946
      - Chi †Palealbula Frizzell 1965
      - Chi †Prealbula Frizzell 1965
      - Chi †Protalbula Frizzell 1965
      - Chi †Pteralbula Stinton 1973
      - Chi †Lebonichthys Forey 1973
      - Chi †Deltaichthys Fielitz & Bardack 1992
      - Chi Albula Gronow 1763 ex Scopoli 1777 non Osbeck 1765 non Bloch & Schneider 1801 non Catesby 1771 [Atopichthys Garman 1899; Butyrinus Commerson ex Lacépède 1803; Dixonina Fowler 1911; Albula (Dixonina) (Fowler 1911); Esunculus Kaup 1856; Glossodonta Cuvier 1815; Glossodus Agassiz 1828 ex Spix & Agassiz 1829 non Costa 1853 non McCoy 1848; Metalbula Frizzell 1965; Pisodus Owen 1841; Vulpis Catesby 1771; Conorynchus Nozemann 1758 ex Gill 1861 non Bleeker 1863 non Motschousky 1860]